# Липофилы
Липофи́лы — бактерии, которые могут расти и размножаться в липидах. К ним относят, в числе прочих, липофильные коринебактерии (лат. Corynebacterium):
- Corynebacterium jeikeium
- Corynebacterium urealyticum
- Corynebacterium afermentans subsp. lipophilum
- Corynebacterium accolens
- Corynebacterium macginleyi
- CDC coryneform группы F-1 и G
- Corynebacterium bovis[1]

Propionibacterium acnes — типичная липофильная бактерия, освобождающая жирные кислоты и вызывающая образование комедонов. Однако липофильные бактерии не являются патогенными, поскольку они не вызывают пищевых отравлений или инфекций.
Большинство материалов в лабораториях и здравоохранительных учреждениях имеют на поверхности небольшое количество липидов, что может поддерживать распространение липофильных бактерий. Однако, пока они непатогенны, это не является серьёзной угрозой.
Липофильные бактерии способны также распространяться в диетических жирах, но в современной пищевой промышленности это встречается редко и в худшем случае вызывает выцветание жиров.
Многие липофильные бактерии являются источником биологических поверхностно-активных веществ (биосурфактантов) и благодаря этому используются в промышленности, например, бактерии вида Bacillus lichenoformis. Бактерии, производящие био-ПАВы, заменяют химические сурфактанты, поскольку, в отличие от химических аналогов, био-ПАВы способны разлагаться.